# Teyareth
Teyareth este o comună din Nouakchott, Mauritania, cu o populație de 46.351 locuitori.